# Thromidia
Genre
Thromidia est un genre d'étoiles de mer de la famille des Mithrodiidae.

## Description et caractéristiques
Cette famille ne compte que quatre espèces. Ce sont de grosses étoiles de mer charnues, et Thromidia gigas pourrait être l'étoile de mer la plus lourde connue (jusqu'à 6 kg).

## Liste des espèces
Selon World Register of Marine Species (15 novembre 2020) :
- Thromidia brycei Marsh, 2009 -- Australie occidentale
- Thromidia catalai Pope & Rowe, 1977 -- Pacifique occidental
- Thromidia gigas (Mortensen, 1935) -- Sud-ouest de l'Océan indien, de l'Afrique du Sud à Madagascar (larges bosses au bout des bras)
- Thromidia seychellesensis Pope & Rowe, 1977 -- Seychelles (bout des bras avec des plaques en relief serrées et granuleuses)

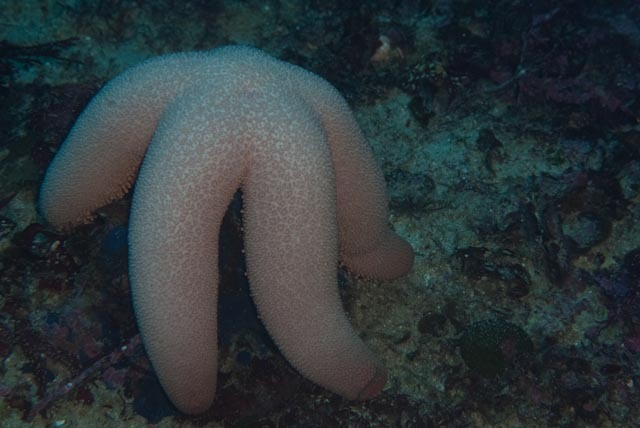
Thromidia gigas pourrait être l'espèce d'étoile de mer la plus massive qui soit.